# 2023 irodalmi díjai
Ez a szócikk a 2023-ban irodalmi díjat nyert szerzők nevét, illetve alkotások címét gyűjti össze, a kiosztott díjak megnevezésével.

## Nemzetközi, ill. regionális díjak
- Irodalmi Nobel-díj – Jon Fosse, Norvégia
- Nemzetközi Booker-díj – Georgi Gospodinov (Георги Господинов) bolgár író Time Shelter (Времеубежище) című. regénye, fordító: Angela Rodel
- Jeruzsálem-díj (két évente) –
- Franz Kafka-díj –
- Neustadt Nemzetközi Irodalmi Díj – (másodévenként ítélik oda)
- Az Északi Tanács Irodalmi Díja – Svédország: Joanna Rubin Dranger, Ihågkom oss till liv
- Az Európai Unió Irodalmi Díja – Horvátország: Martina Vidaić, Stjenice

## Nemzeti díjak

### Európa

#### Ausztria
- Ingeborg Bachmann-díj – Valeria Gordeev: Er putzt
- Osztrák állami díj az európai irodalomért – Marie NDiaye (Franciaország)

#### Brit díjak
- Booker-díj – Paul Lynch: Prophet Song
- Duff Cooper-díj –
- Forward-díj –
- Nők szépprózai díja – Barbara Kingsolver: Demon Copperhead

Lásd még: Brit irodalmi díjak listája

#### Csehország
- Magnesia Litera díj – Miloš Doležal: Jana bude brzy sbírat lipový květ („Az év könyve” díj/Kniha roku)

#### Finnország
- Finlandia-díj – Sirpa Kähkönen: 36 uurnaa: Väärässä olemisen historia
- Runeberg-díj – Marja Kyllönen: Vainajaiset

#### Franciaország
- Femina-díj – Neige Sinno: Triste Tigre
- Goncourt-díj – Jean-Baptiste Andrea: Veiller sur elle
- Valery Larbaud-díj – Mattia Filice: Mécano
- Médicis-díj – Kevin Lambert: Que notre joie demeure

#### Magyarország
- Baumgarten
  - emlékdíj – Farkas Zsolt, Kemény István, Lőrincz Csongor, Terézia Mora, Tasnády Attila
  - emlékjutalom – Deres Kornélia, Karádi Éva, Kutasy Mercédesz, Szálinger Balázs
- Csáth Géza-díj – Vincze Ferenc
- Déry Tibor-díj –
- Füst Milán-díj – Borsik Miklós és Horváth Eve (költői díj)
- Hazai Attila Irodalmi Díj – Szőcs Petra
- Margó-díj (a legjobb első prózakötetnek) – Visky András: Kitelepítés
- Mészöly Miklós-díj – Szeifert Natália
- Osvát Ernő-díj – Reményi József Tamás
- Petri György-díj – Kupihár Rebeka A heterók istenéhez című kötete
- Szépíró-díj: 
  - szépirodalmi kategória – Danyi Zoltán
  - irodalomkritikai kategória – Deczki Sarolta
  - Junior Szépíró-díj – Borda Réka

#### Németország
- Büchner-díj – Lutz Seiler
- Frankfurti Goethe-díj – Barbara Honigmann
- Német Könyvdíj – Tonio Schachinger: Echtzeitalter
- Lipcsei Könyvdíj az Európai Megértésért – Marija Mihajlovna Sztyepanova (Мария Михайловна Степанова, Oroszország) Mädchen ohne Kleider című verseskötetéért

#### Olaszország
- Bagutta-díj – Marco Missiroli: Avere tutto
- Bancarella-díj – Francesca Giannone: La portalettere (regény)

#### Oroszország
- Nagy Könyv díj –
- NOSZ-díj –

#### Portugália
- Camões-díj – João Barrento portugál esszéíró, fordító

#### Spanyolország
- Cervantes-díj – Luis Mateo Díez (Spanyolország)
- Nadal-díj – Manuel Vilas: Nosotros (Mi) című regényéért

#### Svédország
- August-díj –
  - Szépirodalom: Andrev Walden – Jävla karlar
  - Ismeretterjesztő: Per Svensson – Zorn
  - Gyermek- és ifjúsági irodalom: Oskar Kroon és Hanna Klinthage (illuszt.) – Vitsippor och pissråttor

### Amerika

#### Amerikai Egyesült Államok
- Nemzeti Könyvdíj (USA) (for fiction kategória) – Justin Torres: Blackouts
- PEN Faulkner-díj (USA-szerzőknek) – Yiyun Li: The Book of Goose (regény)
- PEN Hemingway-díj (még díjazatlan USA-szerzőknek) – Oscar Hokeah: Calling for a Blanket Dance
- Pulitzer-díj – Barbara Kingsolver a Demon Copperhead és Hernan Diaz a Trust című regényért

Lásd még: Az USA irodalmi díjainak listája

#### Chile
- Chilei Nemzeti Irodalmi Díj –

### Ázsia

#### India
- Jnanpith-díj –

#### Japán
- Akutagava-díj:
  - első félév – Icsikava Szaó:  (ハンチバック; Hepburn: Hanchibakku?)
  - második félév –

## Tematikus díjak

### Sci-fi és fantasy
- Hugo-díj, regények – T. Kingfisher: Nettle & Bone[1]
- Nebula-díj, regények – R. F. Kuang: Babel: Or the Necessity of Violence: An Arcane History of the Oxford Translators' Revolution (Bábel, avagy Az erőszak szükségszerűsége: az oxfordi fordítók forradalmának mágikus története)[2]

### Gyermek- és ifjúsági irodalom
- Hans Christian Andersen-díj (nemzetközi) – (másodévenként ítélik oda)
- Astrid Lindgren-emlékdíj (nemzetközi) – Laurie Halse Anderson (USA)
- Newbery Medal (USA) – Amina Luqman-Dawson: Freewater